# 高木貞友
高木 貞友（たかぎ さだとも）は、安土桃山時代から江戸時代前期にかけての武将・旗本。美濃衆東高木家初代。

## 生涯
高木貞久の子として誕生した。父の代から織田信長に仕え、天正3年（1575年）長篠の戦いでは氏家氏に属して武功があった。天正6年（1578年）播磨国神吉城攻めに従軍。天正10年（1582年）本能寺の変後は織田信孝に仕え、天正11年（1583年）信孝が自殺したために自領の駒野に閉居するが、同年に父・貞久も死去したため駒野城主の座を継ぐ。天正12年（1584年）羽柴秀吉の誘いを断り、母を証人として織田信雄に従った。小牧・長久手の戦いでは加賀野井城・竹ヶ鼻城攻めに従い、また駒野城に籠城して羽柴方と戦った。天正18年（1590年）小田原征伐では土方雄久隊に属して戦った。戦後、信雄が改易されると一族と共に加藤光泰を頼る。文禄元年（1593年）文禄の役では光泰に従って朝鮮半島に渡海し、明軍との戦いで戦功があった。
慶長2年（1597年）徳川家康に召し抱えられ、上総国望陀郡に60石余を、翌年には500石を領した。慶長5年（1600年）関ヶ原の戦いでは東軍先鋒の美濃国・尾張国の案内役として井伊直政・本多忠勝に附属。道中の駒野城は徳永寿昌に差し出している。慶長6年（1601年）これらの軍功により美濃石津郡に加増転封されて1000石を領した。慶長19年（1614年）大坂冬の陣では枚方に布陣、翌年の夏の陣では平野での戦いで首級をあげた。幕政では駿府城・二条城普請の奉行、徳川秀忠上洛の際の舟割奉行を務めた。
当初は今村貞長を婿養子に迎えていたが、後に離縁し、孫の貞次（法泉寺流済の子）が養子となって家督を相続した。